# 라이스 (텍사스주)

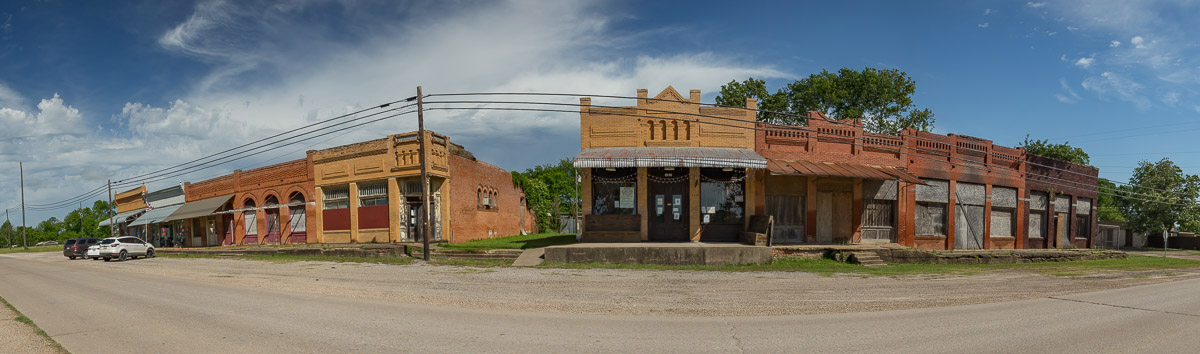
옛 건물

라이스(Rice)는 미국 텍사스주 나바로군의 도시이다. 인구 수는 2010년 인구 조사 기준으로 923명이다.
이 지역의 기후는 여름에 온난하고 습기가 있으며 겨울에는 온화하고 추운 편이다.

## 인구
| 인구조사              | 인구 | Note  | %±     |
| --------------------- | ---- | ----- | ------ |
| 1920년                | 611  |       | —      |
| 1930년                | 591  |       | −3.3%  |
| 1940년                | 489  |       | −17.3% |
| 1950년                | 396  |       | −19.0% |
| 1960년                | 295  |       | −25.5% |
| 1970년                | 284  |       | −3.7%  |
| 1980년                | 432  |       | 52.1%  |
| 1990년                | 564  |       | 30.6%  |
| 2000년                | 798  |       | 41.5%  |
| 2010년                | 923  |       | 15.7%  |
| 2019 (추산)           | 974  | [ 1 ] | 5.5%   |
| U.S. Decennial Census |      |       |        |